# Leverage: Redemption
Leverage
Leverage: Redemption est une série télévisée américaine diffusée à partir de 2021, créée par John Rogers (en) et Chris Downey. Elle prend la suite de la série Leverage diffusée entre 2008 et 2012.

## Synopsis
Un an après la mort de Nate Ford, sa veuve, Sophie Devereaux, talentueuse arnaqueuse, retrouve son ancienne équipe de hors-la-loi (active dans Leverage) : Eliot Spencer, l'expert en arts martiaux, Alec Hardison, le hacker, et Parker, la voleuse as de l'infiltration. Ils rencontrent Harry Wilson, un avocat véreux en quête de rédemption, et l'aident à escroquer l'un de ses clients dénués de toute morale. Après l'opération, Harry, désireux de faire le bien, convainc l'équipe de poursuivre son travail au service des victimes d'injustices en prenant le relai lorsque la loi ne le permet pas. L'équipe est également rejointe par la sœur adoptive de Hardison, Breanna Casey, qui remplace Hardison pendant que ce dernier travaille avec une douzaine de filiales de Leverage et diverses organisations pro-démocratie à travers le monde. L'équipe ouvre un nouveau bureau à La Nouvelle-Orléans et continue à faire tomber les riches criminels et à aider ceux qui ont besoin de leur justice.

## Distribution

### Acteurs principaux
- Gina Bellman : Sophie Devereaux, spécialiste de l'arnaque.
- Christian Kane : Eliot Spencer, expert en arts martiaux, il préfère ne pas utiliser d'armes à feu.
- Beth Riesgraf : Parker. Elle n'a pas de prénom. C'est une voleuse de haute volée et une spécialiste de l'infiltration.
- Aleyse Shannon (en) : Breanna Casey, sœur adoptive d'Alec Hardison, elle le remplace au titre de hackeuse ; elle est plus largement experte en robotique et nouvelles technologies.
- Noah Wyle : Harry Wilson, ancien avocat au service des puissants, il met ses compétences au service de l'équipe.

### Acteurs récurrents
- Aldis Hodge : Alec Hardison, ancien hacker de l'équipe, désormais occupé à soutenir diverses initiatives pour la démocratie à travers le monde. Il vient de temps à autre soutenir l'équipe.
- Alexandra Park : Astrid Pickford, sœur adoptive de Sophie et agent d'Interpol.

## Production

### Fiche technique
- Titre original : Leverage: Redemption
- Création : John Rogers (en) et Chris Downey
- Réalisation (plusieurs épisodes) : Marc Roskin, Dean Devlin, Beth Riesgraf, Noah Wyle, Marshall Tyler, Jonathan Frakes, Milena Govich
- Scénario : Chris Downey, John Rogers, Marque Franklin-Williams, Matthew Okumura, Mel Cowan, Chuck Maa, Andrea Janakas […]
- Direction artistique : Kristin Lekki, Stephanie Parker, Whit Vogel, Kevin C. Lang
- Décors : Randal R. Groves, Leverage Redemption
- Costumes :
- Photographie : David Connell
- Montage : Joel Griffen, Brian Gonosey, Lana Wolverton, Corey Trench
- Musique : Joseph LoDuca
- Casting : Barbara Stordahl, Angela A. Terry
- Production : 
  - Production exécutive : Dean Devlin, Marc Roskin, Rachel Olschan-Wilson, Kate Rorick
- Société(s) de production : Electric Entertainment
- Sociétés de distribution :
- Pays d'origine :  États-Unis
- Langue originale : anglais
- Format : couleur
- Genre : série dramatique, d'action
- Durée d'un épisode : 45 minutes

 Sauf indication contraire, les informations mentionnées dans cette section peuvent être confirmées par la base de données cinématographiques IMDb,  présente dans la section « Liens externes ».

## Épisodes

### Saison 1
La saison 1, diffusée en deux parties au cours de l'année 2021, comporte 16 épisodes.

### Saison 2
La saison 2, diffusée en 2022-2023, comporte 13 épisodes.

### Saison 3
La saison 3, diffusée en 2025, comporte 10 épisodes.

## Accueil

### Accueil critique
La série obtient un score de 67/100 sur Metacritic, fondé sur les critiques de presse. Selon TV Insider, la série s'inscrit avec succès dans la continuité de Leverage, dont elle réutilise l'humour, tout en intégrant habilement deux nouveaux personnages. Dans Collider, Liz Shannon Miller fait une critique de positive de la série, dont elle souligne qu'elle s'inscrit dans le prolongement de la série originale, reprenant ses codes et ses gimmicks.